# Peter Spahn (Historiker)
Peter Spahn (* 13. Juni 1946 in Seligenstadt) ist ein deutscher Althistoriker.
Peter Spahn studierte Geschichte, Germanistik und Politikwissenschaft. Spahn wurde 1973 an der Universität zu Köln promoviert und habilitierte sich an der Universität Bielefeld, wo er 1983 Professor wurde. Von 1988 bis zu seiner Pensionierung 2009 lehrte er als Universitätsprofessor für Alte Geschichte an der Freien Universität Berlin mit den Spezialgebieten Antike Wirtschafts- und Sozialgeschichte. Einige seiner Hauptinteressengebiete sind die „Dunklen Zeitalter Griechenlands“ sowie das frühe Christentum auf Sizilien.

## Schriften (Auswahl)
- Mittelschicht und Polisbildung (= Europäische Hochschulschriften. Reihe 3. Band 100). Lang, Frankfurt am Main u. a. 1977, ISBN 3-261-02412-7 (= Zugleich: Köln, Universität, Dissertation, 1977).